# Джеймс Лаудон
Джеймс Лаудон (нід. James Loudon; 8 червня 1824 — 31 травня 1900) — нідерландський ліберальний політик, міністр колоній, сорок восьмий генерал-губернатор Голландської Ост-Індії.

## Біографія

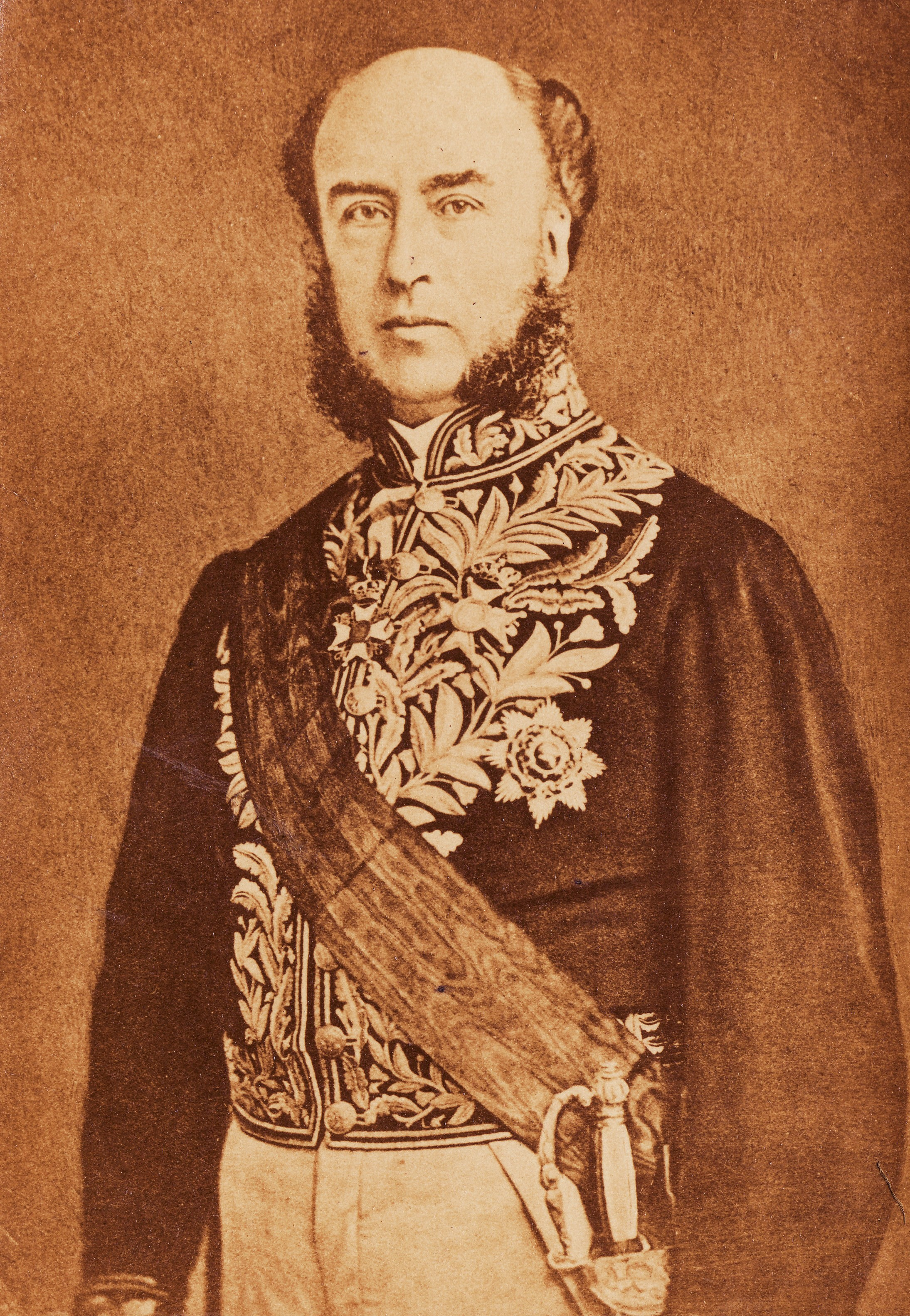
Фотографія Джеймса Лаудона.

Джеймс Лаудон народився в Гаазі, в родині британського власника цукрових і індигових плантацій на Яві. Він вивчав право в Лейденському університеті. З 1846 по 1848 роки працював в Батавії адвокатом і прокурором. Займав низку адміністративних посад в Голландській Ост-Індії. 
Повернувшись в Європу він став Генеральним секретарем колоній. 14 березня 1861 року він став міністром колоній, однак уряд ван Зейлена ван Неєлвелта-ван Хеемстри розпався протягом року. Король Віллем III доручив був створити новий уряд Лаудону, однак той відмовився. Після цього він десять років займав посаду королівського комісара в Південній Голландії.
На своїй посаді він закликав до стриманої політики на Борнео і Суматрі, регіонах, на яких мала претензії Велика Британія. Він був противником подальшої експансії в Ост-Індії. В посланні до Батавії вин написав: "Я вважаю кожне розширення нашої влади на островах кроком на шляху до нашого падіння".
В 1872 році він став генерал-губернатором Голландської Ост-Індії. По прибутті в колонії він віддав данину пошани Мультатулі.
За правління Лаудона розпочалась Ачехська війна. 
Він був відправлений у відставку королівським указом від 12 грудня 1874 року. В березні 1875 від передав повноваження своєму наступнику ван Лансберге. 
В 1884 році Лаудон отримав дворянський титул йонкера. Він помер в Гаазі 31 травня 1900 року.

## Відзнаки
- Лицар ордену Нідерландського лева (1860)
- Командор ордену Нідерландського лева (1862)
- Гранд офіцер ордену Дубового вінця (1868)
- Великий хрест ордену Дубового вінця (1868)
- Лицар першого ступеню ордену Золотого лева Нассау (1879)